# 齐利尔河
齐利尔河（德语：Zillierbach，1558年之前名为Zilgerbach）是德国中部哈茨山区的一条小溪，位于萨克森-安哈尔特州。该河长约13（8英里）。   